# Radioastronomi
Radioastronomi er den del af astronomien, der studerer de radiobølger, der kommer til Jorden fra processer i Universet: Et af de mest berømte eksempler på dette er opdagelsen af den mikrobølgestråling, der kommer fra alle retninger i Universet – en observation, der understøtter teorien om Big Bang.
Radioastronomien begrænser sig ikke til at studere naturligt skabte "signalkilder" i Universet; man har også målt afstande til Månen og Venus ved at bruge radioobservatorier på samme måde som en radar. Ved hjælp af dopplereffekten kan man endda måle objektets hastighed i radial retning, dvs. fastslå, hvor hurtigt objektet bevæger sig hen imod, eller væk fra, Jorden.
Radiobølger er meget længere end de lysbølger, som den optiske astronomi studerer, og da den nedre grænse for hvad man kan "se" vokser med bølgelængden, kan radioastronomien ikke vise nær så fine detaljer af de observerede objekter som den optiske astronomi – til trods for at radioobservatoriernes antenner er adskilligt gange større end spejlene i den optiske astronomis teleskoper.
| Astronomi | Spire Denne artikel om astronomi er en spire som bør udbygges. Du er velkommen til at hjælpe Wikipedia ved at udvide den. |